# مانوئل نیرا
مانوئل نیرا (اسپانیایی: Manuel Neira‎؛ زادهٔ ۱۲ اکتبر ۱۹۷۷) بازیکن فوتبال اهل شیلی بود.

## باشگاهی
از باشگاه‌هایی که در آن بازی کرده‌است می‌توان به باشگاه فوتبال کولو-کولو، باشگاه فوتبال لاس پالماس، باشگاه فوتبال راسینگ کلوب آویاندا، باشگاه فوتبال هاپوئل تل آویو، و باشگاه فوتبال غازی عینتاب‌اسپور اشاره کرد.

## تیم ملی
وی همچنین در تیم‌های ملی فوتبال  زیر ۲۰ سال شیلی و شیلی، بازی کرده‌است.